# 瓦林湖
53°46′49.33″N 12°22′50.02″E / 53.7803694°N 12.3805611°E
瓦林湖（德語：Warinsee），是德國的湖泊，位於該國東北部梅克倫堡-前波美拉尼亞州，由羅斯托克郡負責管轄，長2公里、寬0.7公里，面積1.2平方公里，海拔高度24米，平均水深2.5米，最大水深4米，湖岸線長度5.7公里。